# 加登維爾 (紐約州)
加登維爾（英語：Gardenville）是位於美國紐約州伊利縣的非建制地區。

## 歷史
加登維爾的郵局於1865年設立，其後於1950年停運。

## 地理
加登維爾所處的海拔為高於海平面191米（即627英呎），而該地所採用的時區為UTC-5，即北美东部时区（EST）。同時該地設有夏令時間，為UTC-5調快一小時，即UTC-4（EDT）。